# クルアーンの日本語訳
クルアーンの日本語訳（クルアーンのにほんごやく）は、イスラームの聖典であるクルアーンを日本語に翻訳したものである。最初のクルアーンの日本語訳は坂本健一による『コーラン經』（1920年）であり、それ以降、イスラーム研究者、スンナ派やシーア派のムスリム、そしてアフマディーヤや日本イスラム教団といった教団などから様々な日本語訳クルアーンが刊行されている。
イスラームと日本との直接的な交流は明治時代に始まった。明治時代末から大正時代にはイスラームの教義や歴史について体系的な学びが行われ、そのような中で坂本健一譯『コーラン經』（1920年）が世界聖典全集前後輯三十巻の前輯14巻『コーラン經上』，15巻『コーラン經下』として世界聖典全集刊行会から出版された。その後、日本はアジアへの進出のためイスラームを重視するようになり、回教圏研究所といったイスラーム研究機関が設立された。そのような中で、高橋五郎、有賀阿馬土(有賀文八郎）共譯『聖香蘭經　イスラム教典』（1938年）が刊行された。
太平洋戦争後の1950年代から1970年代には大川周明による『古蘭』（1950年）や、井筒俊彦による『コーラン』（1957年）、藤本勝次らによる『コーラン』（1970年）など、イスラーム研究者による翻訳が刊行された。1970年代から1980年代にかけてはムスリムによる翻訳が相次ぎ、日本ムスリム協会会長を務めた三田了一による『聖クラーン』（1972年）や、日本イスラム教団による『聖クルアーン』（1982年、部分訳）、アフマディーヤによるモハマッド・オウェース・小林淳訳『聖クルアーン』（1988年）が刊行された。
その後、20年以上クルアーンの日本語訳が刊行されない空白期間を挟み、中田香織訳・中田考監修『タフスィール・アル＝ジャラーライン（ジャラーラインのクルアーン注釈』全三巻（第一巻2002年、第二巻2004年、第三巻2006年）が日本サウジアラビア協会から刊行された。2011年に、中田考監修・中田香織・下村佳州紀訳『訳解クルアーン』が、松山洋平『クルアーン正統十読誦の意味と機能』を加えて刊行され、その後、2014年、新装丁で、中田考監修・中田香織/下村佳州紀訳『日亜対訳クルアーン』が松山洋平訳著『正統十読誦注解』を後半部に加えて刊行された。2013年にはシーア派の澤田達一訳『聖クルアーン日本語訳』が刊行された。

## 歴史

### 背景
7世紀にアラビア半島で誕生したイスラームは中国や東南アジアまで到達した。日本においても、7世紀に編纂された『日本書紀』にはペルシアを意味する「波斯」やアラビアを意味する「大食」という記述があるほか、江戸時代に至るまでペルシア商人などとの交流があった。しかし、イスラームが直接的に日本との交流を果たすようになるのは江戸時代末から明治時代となった。

### 『コーラン經』（1920年）
明治時代末から大正時代にかけて、イスラームの教義や歴史についての体系的な学びが行われた。1899年には坂本健一によるムハンマドの生涯を記した『麻謌末』（ムハメット）が、1905年には忽滑谷快天による『怪傑マホメット』が刊行された。そのような中で、『麻謌末』の著者である坂本健一による『コーラン經』が1920年に刊行された。これが日本で最初のクルアーンの日本語訳かつ全訳となる。
『コーラン經』は、クルアーンの全114章の全訳であり、上下巻の合計844ページの書籍である。世界聖典全集刊行会から刊行されていた『世界聖典全集』の14巻と15巻にあたる。黒字の装丁がなされ、上巻の口絵には「マホメット」と題されたリトグラフが描かれている。また、付録として各章の要約や注釈、ムハンマドやクルアーンについての解説が付けられた。
翻訳にあたっては、アラビア語の原文を基にしながらも、主にはジョージ・セールによる1734年版やジョン・ロドウェルによる1876年版、エドワード・パルマーによる1880年版の英語訳が参照された。また、クルアーン研究の基礎を作ったドイツの研究者であるテオドール・ネルデケの論考といった当時としては最新のクルアーン研究も参照された。坂本は翻訳にあたって、簡潔で力強い言葉を使って意味が伝わらないことよりも、冗長であっても丁寧な翻訳を目指したという。また、クルアーンはアラビア語で韻を踏んでおり、そのために単語の順序や配列が異なっていることにも言及したうえで、韻を再現したり単語の順序が異なっているものを逐語訳するのではなく、単語の意味がつながることに重きを置いたとしている。ただし、大川 (2004)は、文体はリズム感に富んでおり、クルアーンが読誦されるであることが踏まえられていると評している。
坂本訳ではアッラーフは「神」と訳されたほか、「慈悲」といった仏教語が用いられた。この坂本訳をきっかけに、こうした仏教語がクルアーンの日本語訳に用いられるようになったと指摘されている。また、坂本訳の随所ではクルアーンは「可蘭」と表現されている。東 (1998)は、クルアーンを「可蘭」と表現するのは中国のムスリムに見られることであり、坂本訳が中国イスラームの影響下にあったと指摘している。

### 『聖香蘭經　イスラム教典』（1938年）
1930年代になると、日本では大東亜共栄圏構想をはじめとしてアジアへの進出への期待が高まった。これによって東南アジアや南アジアに広がるイスラームが注目を集め、回教圏研究所や大日本回教協会などのイスラーム研究機関が次々と設立された。こうした中で刊行された2つ目のクルアーンの日本語訳は、1938年に刊行された高橋五郎と有賀阿馬土（有賀文八郎）による『聖香蘭經　イスラム教典』である。
訳者のひとりである高橋五郎は文学者・翻訳家であり、聖書の日本語訳で知られていた。もうひとりの訳者である有賀阿馬土（有賀文八郎）は最初期の日本人ムスリムである。有賀は、坂本訳は難解かつ高価であるため一般向けのものではないと考え、聖書の翻訳で知られていた高橋にクルアーンの翻訳を依頼したという。
『聖香蘭経』はA6判の1巻本である。1938年に東京の聖香蘭經刊行会から刊行された。この訳は坂本訳と異なり、序文や解説は一切なく、翻訳にあたって参照された本や訳文の工夫は明らかではない。ただし、最初の啓示とされているアル＝アラク章が最初にあり、通常は最初に置かれるアル＝ファーティハが8番目に置かれているという章句の配置から、同じ配置を取っているロドウェルの英語訳が底本とされていると考えられている。大川 (2004)は、ムスリムである有馬が翻訳に携わったのにもかかわらず、アラビア語原典と異なる章句の配置になっている英訳本に従った点で疑問が残るとしている。
訳文は坂本訳と同様に漢語が多用されている。大川 (2004)は、訳文は冗長であり、クルアーンの韻が持っている躍動感が全く反映されていないと評し、このような訳文になった原因は、イスラームに関する知識が多くなかったであろう高橋が翻訳に従事したことが一因であると分析している。

### 大久保幸次・小林元による部分訳
3つ目の日本語訳は、前述の回教圏研究所の所長であった大久保幸次と、同研究所の研究員であった小林元によって行われた部分訳である。翻訳は1938年に回教圏研究所の機関誌であった『回教圏』で開始され、1941年から本格的に連載されるようになった。翻訳の際にはトルコで刊行されていたアラビア語原典と、トルコ語訳と英語訳のクルアーンが参照された。連載ではアラビア語の原典やラテン文字による音訳も添付された。また、クルアーンがアラビア語で韻を踏んでいることを伝えるため、あえて七の音数律で記された。しかし、この翻訳は1945年に日本が太平洋戦争に敗れて回教圏研究所が解散し、また、1950年に大久保が死去したことで未完となった。その後、この部分訳は1950年に刀江書房から『コーラン研究』として刊行された。
大久保・小林の翻訳では初めて「アッラー」というアラビア語の原音に基づく固有名詞が登場した。これまでの翻訳ではアッラーは「神」や「大神」と訳されており、大川 (2004)は、アッラーと訳すことによって原典の雰囲気を多少なりとも伝えることが可能になっているとしている一方で、訳文は原典の雰囲気を伝えられておらず、アラビア語の知識が全くなかった坂本による訳のほうが原典の雰囲気をよく伝えていると評している。

### 『古蘭』（1950年）

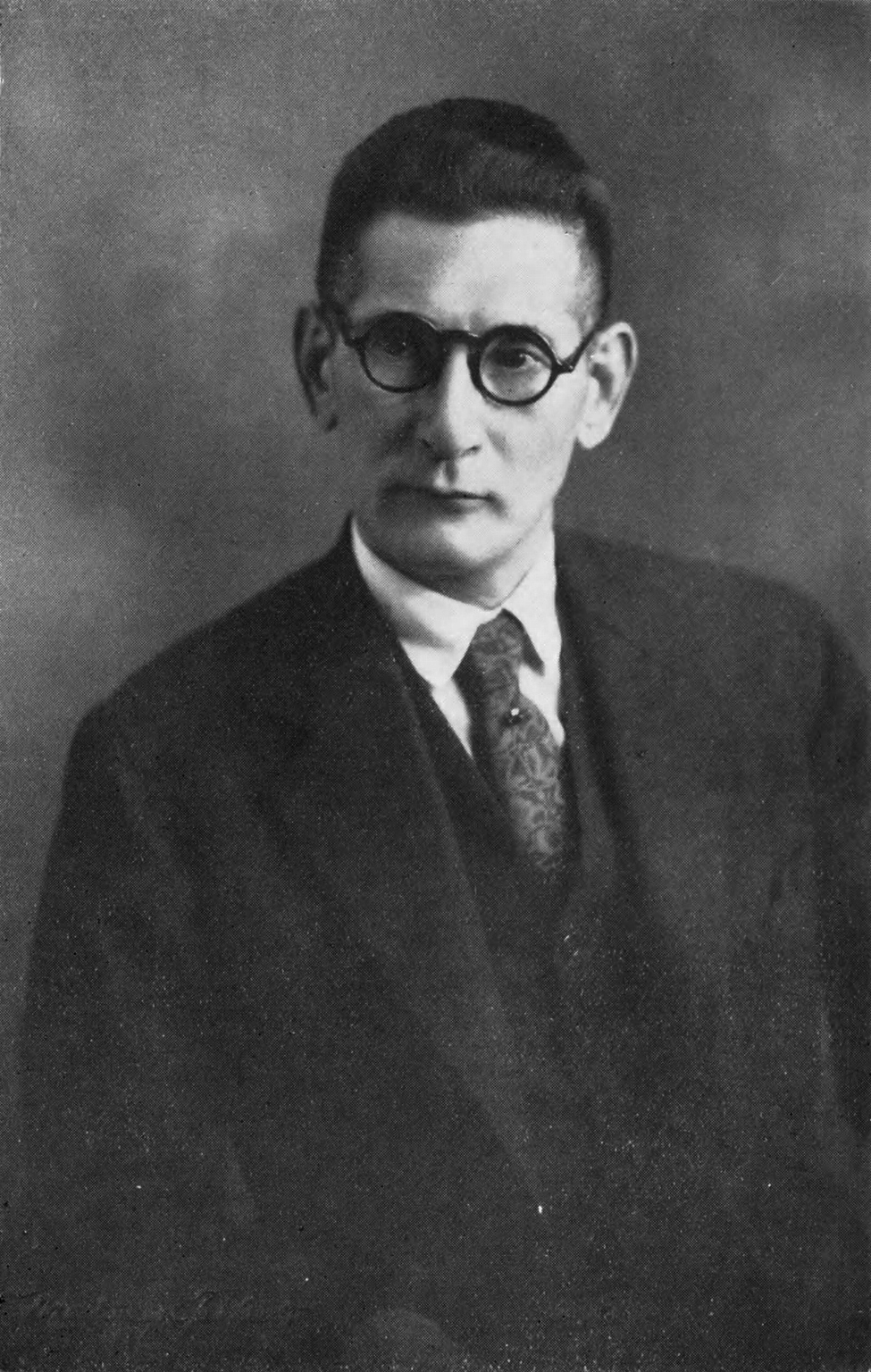
大川周明（1936年）

4つ目の日本語訳かつ3つ目の完訳は、大川周明によって行われた。大川は東京帝国大学在学中からイスラームにまつわる論文を執筆しており、その後もハディースを翻訳するなど熱心なイスラーム研究者であった。同時に国家主義の指導者としても認識されていた彼は1945年に東京裁判で民間人として唯一のA級戦犯に指名されたが、裁判中に発狂したとして訴追免除された。大川は入院先の病院でこの翻訳を完成させた。入院中に翻訳を完成させた理由について、大川は以下のように述べている。
『古蘭』では章題の後にその章の解説が置かれ、その後に訳文と訳注が置かれている。大川は翻訳にあたって中国語、英語、フランス語、ドイツ語の訳が参照された。大川は、クルアーンは読誦されるべきものだとしており、大川 (2004)は、文体のリズム感が良く、クルアーンの読誦性が反映されていると評価している。また、同書は解説や注釈が充実しており、啓示の状況なども記された。同書は単なる翻訳書としてだけでなく宗教書としても価値があるものとされ、同時期のイスラーム研究者の間でも高い評価を受けた。

### 井筒訳『コーラン』（1957年）
5つ目の日本語訳は、哲学者で言語学者の井筒俊彦によって行われた。この井筒訳は日本で初めてのアラビア語からの完訳であるとされている。『コーラン』は全3巻であり、上巻が1957年に、中下巻が1958年にそれぞれ岩波書店から刊行された。底本はアラビア語のクルアーンであり、13世紀の神学者であるアル＝バイダーウィーによるクルアーン注釈書が主に参照されたほか、19世紀以降のヨーロッパでの研究成果も取り入れられた。
井筒は、クルアーンの韻がもたらす独特な調子を表現するため、文語ではなく口語で翻訳を行った。しかし、1964年に井筒は全て訳し直した改訳版を出版した。改訳を行った理由について井筒は、あまりにくだきすぎたため、かえって原文が持つ美しさや宗教性を損なってしまったためであるとしている。改訳版においても七五調が用いられるなどクルアーンのリズム感を表現するための工夫が取られた。後藤 (2018)は、井筒が表現しようとした韻による独特の言葉の流れは以下に引用する凝血章の6から8節にあらわれているだろうとしている。
大川 (2004)は、文体と内容把握の面から井筒訳を最も優れた日本語訳であると評価している。ただし、その文体から日本国内のムスリムからは否定的な評価も与えられており、ムスリムによる初の日本語訳である三田了一訳『聖クラーン：日亜対訳・注解』が刊行されるきっかけとなった。

### 藤本・伴・池田訳『コーラン』（1970年）
6つ目の日本語訳は、イスラーム史家の藤本勝次の編集のもと、アラビア語学者の伴康哉とアラブ文学者の池田修が翻訳を行い、1970年に中央公論社の『世界の名著』シリーズから刊行された『コーラン』である。藤本は高校生のときに坂本訳『コーラン経』を読んでイスラームに興味を抱き、京都帝国大学在学中には1923年にエジプトで刊行されたアラビア語クルアーンを入手したが、それを読む間もなく軍へ入ることとなった。
第1章から第25章、第93章から第114章までを伴が、第26章から第92章までを池田が翻訳した。翻訳に際して底本とされたのは、藤本が京都帝国大学在学中に入手したものと同じ、1923年版のエジプト版アラビア語クルアーンであった。翻訳にあたっては、口語訳を行った井筒訳『コーラン』を、クルアーンの特殊な持ち味を十分生かした名訳であると評価し、クルアーンの原典を読むことを考慮して、補筆も行わずあくまでアラビア語を忠実に訳すかたちとした。また、「ひとりカアバで祈るマホメット」や「楽園の想像図」といった挿絵や、クルアーンの章句にあったミニアチュールが挿入された。こうした挿絵やミニアチュールについて後藤 (2018)は、『世界の名著』は学校や図書館などで広く一般に読まれることが想定されており、シンプルで分かりやすく、若い読者の関心を得られる内容にするための工夫であるとしている。
同書は1970年に『世界の名著』シリーズから刊行されたのち、2002年に中公クラシックスから全2巻で刊行された。

### 『聖クラーン：日亜対訳・注解』（1972年）
7つ目の日本語訳は、日本人ムスリムであり、日本ムスリム協会第2代会長である三田了一が行った『聖クラーン：日亜対訳・注解』である。三田は、改訳前の井筒訳『コーラン』を1957年の刊行直後に読み、口語訳によって宗教色が薄められていると感じてムスリムによる翻訳の必要性を覚え、クルアーンの翻訳を開始した。
1962年には翻訳に注力するため日本ムスリム協会の会長を辞してパキスタンのラホールへ赴いた。ラホールではタブリーギー・ジャマーアトの一員であるアブドゥッラシード・アルジャッドという人物に師事し、翻訳を行った。このパキスタンにおける翻訳活動をサウジアラビアのマッカに本拠地を置くムスリム世界連盟が知り、彼はマッカに招かれて翻訳を継続した。1964年には同地で交通事故に遭い、師事していたアルジャッドが死去し、自らも重傷を負ったが、翌年1965年から翻訳を再開した。1967年には駐日サウジアラビア大使館の指導のもと「邦訳クルアーン刊行委員会」が設置され、1969年に校正を終えて1970年にサウジアラビアのマッカで最終校閲を終えた。
こうして『聖クラーン：日亜対訳・注解』は1972年に刊行された。奥付によると、発行所は日本ムスリム協会の日訳クラーン刊行会で発行者はムスリム世界連盟であった。しかし、刊行後にアラビア語対訳部分に誤りが見つかり、刊行したものすべてが廃棄処分されることとなった。日本語訳のみで、発行者：日本イスラーム連盟、発行所：日本ムスリム協会日訳クラーン刊行会の名で1973年に出版された。対訳部分を削った日本語訳のみのものが三省堂書店から一部出版された。対訳は改めて見直し作業が行われ、1975年に完成した。
翻訳の底本はパキスタンのカラチで刊行されたアラビア語クルアーンである。これを原典とした理由について三田は、カラチ版には母音符号や読誦のための記号など読み下し方に詳細な注記があり、アラビア語を母語としない者にとっても読誦しやすいものになっているためであるとしており、日本語を母語とするムスリムの使用が意識されている。巻頭には解説が設けられており、一部だけ読むことや表面的な理解を避けるように注意が記されている。
訳文は文語でも口語でもない現代的な文章であり、ひらがなが多用されている。しかし、大川 (2004)は、原文を忠実であろうとするあまり、日本語だけ読んでも意味が分かりづらい点があると評している。

#### 『聖クルアーン：日亜対訳・注解』（1982年）
上記の三田訳『聖クラーン』を1980年から1982年にかけて日本ムスリム協会が改訂作業を行ったものが、1982年に『聖クルアーン：日亜対訳・注解』として完成した。改訂には日本ムスリム協会の関係者やそれ以外の研究者が参加した。改訂にあたっては若い世代も高齢者も読みやすい日本語に統一することが目指され、「執権の王」が「主宰者」と語彙が変えられたほか、「なんじ」が「あなた」、「つくりたもうた」が「創られた」というように、より現代的な言葉遣いとなった。

### 日本イスラム教団による部分訳（1982年）
1982年には、1970年後半から1980年代にかけて活動した宗教団体である日本イスラム教団が発行する『日・亜・英対訳　聖クルアーン』が谷沢書房から刊行された。翻訳者は教団の専務理事であり、検事や弁護士を務めていた安倍治夫である。教団では日本国内での宣教活動のために朗誦用クルアーンの必要性が唱えられており、安倍が名乗りを上げてアラビア語を学習して翻訳を完成させた。
『日・亜・英対訳　聖クルアーン』は全訳ではなく、教団が「朗誦に適する肝要な38章」とした1章と78章以降の章が翻訳された。左のページに日本語訳とカタカナで記されたアラビア語での読み方が、右のページにアラビア語の原文と英語訳が掲載された。アラビア語の原文と英語訳はともにムスリム世界連盟が発行するものだった。この翻訳の特徴は、すべての行が七五調に整えられていることである。

### 『聖クルアーン』（1988年）
1988年にはイスラーム系新宗教とされるアフマディーヤ系の出版社であるイスラム・インターナショナル・パブリケーションズから小林淳による『聖クルアーン』が刊行された。この翻訳はこれまで刊行されてきた日本語訳クルアーンのなかで最も訳注が多いことが特徴であり、1章であるアル＝ファーティハの1節に対して、用語や文章の解説、クルアーンの神聖さなどが記された1ページの注釈がつけられている。

### 『訳解クルアーン』（2011年）と『日亜対訳クルアーン』（2014年）
1970年代から1980年代にかけてムスリムによる、ムスリムや一般向けの日本語訳クルアーンの出版が相次いだ。しかし、その後は20年以上にわたって日本語訳クルアーンが出版されない空白期間が生まれた。その空白期間を経て、2011年に中田考・中田香織・下村加州紀・松山洋平による『訳解クルアーン／クルアーン正統十読誦の意味と機能』が黎明イスラーム・学術文化振興会刊行された。同書の訳者は全員がムスリムであり、保坂 (2016)は、学術的使用に耐えられる、きちんとしたアラビア語での注釈を踏まえた上の翻訳という意味で実質的に日本人ムスリムによる初のクルアーン翻訳であるとしている。
翻訳にあたっては、アラビア語の音やリズムが持つメッセージ性を日本語に訳すのは不可能であるという認識から、あえて直訳調の翻訳が行われた。しかし、逐語訳を気にするあまり、かえって日本語として不自然な表現になった点があると評されている。ページの片側にアラビア語の原文が囲われて示され、反対側のページに訳文と章に関する解説が置かれている。また、ページの下部に訳注が置かれた。訳注には「慈悲あまねく」と「慈悲深き」の意味の違いや「アッラー」という語の語源にまつわる諸説などが記されており、古典から現代までの研究成果が広く用いられている。
同書は本文の見直しを経て、2014年に作品社より『日亜対訳クルアーン』として刊行された。『訳解クルアーン』とはアラビア語の原文の囲いが少々異なる程度で、全体としては『訳解クルアーン』とほぼ同じになっている。

### 『聖クルアーン日本語訳』（2017年）
2017年にはエブラーヒーム・澤田達一による『聖クルアーン日本語訳』が刊行された。澤田はイランにあるコムのイスラーム法学院で学んだ日本人初のシーア派の聖職者である。翻訳にあたってはナーセル・マカーレム・シーラージーやモハンマド・ホセイン・タバータバーイーといったシーア派聖職者によるクルアーン注釈書や、ホセイン・エラヒー・ゴムシェイーによるペルシア語訳クルアーンなどが参照された。このように、同書はシーア派的なクルアーン解釈にのっとって訳出されたものであるが、訳文はスンナ派に基づく日本語訳クルアーンとほとんど変わらないものとなっている。

### 『クルアーン:やさしい和訳』（2019年）
2019年には水谷周と杉本恭一郎の翻訳による『クルアーン:やさしい和訳』（国書刊行会）が刊行された。

### 『クルアーン 日本語読解』（2020年）
2020年には東京ジャーミイ出版会によって、大木博文の翻訳による『クルアーン 日本語読解』が刊行され、ウェブサイト上でもPDF版が無料公開された。

## 訳文の比較
これまで刊行されてきたクルアーンの日本語訳は、『コーラン経』や『聖香蘭経』のように仏教語や漢語が多用されたものや、日本ムスリム協会による『聖クルアーン』のように改訂によって現代的な表現に改められたもの、また、韻を再現することや、逐語訳をすること、言葉の意味が一貫してつながることに重きを置かれたものなど様々ある。この節では、多くのムスリムから最も重要な章であると考えられているアル＝ファーティハと、クルアーン全114章の章題の比較を行う。

### アル＝ファーティハの比較
| 翻訳者                     | 訳文 | 出典   |
| -------------------------- | --- | ------ |
| 坂本訳（1920年）           | 序品 第一 ウル・ファチハト 大慈悲神の名に於て 神を頌へよ、万物の主宰、最大慈悲、審判の日の王。爾をわれ（吾曹）礼拝す、爾にわれ援助を請ふ。われを導け、正しき道に、爾が寛仁なりしものゝ道に、爾が怒れる者背き去りし者の道ならで。 | [ 78 ] |
| 高橋・有賀訳（1938年）     | 第一宣言 血の凝塊をもつて 慈悲にして恩恵なる大神の名を以て 汝は、万物を創造し給へる天主の御名を誦賛せよ、大神は血の凝塊を以て、人類を造りたまふた。汝誦賛したてまつれ、―汝の大神は最も慈悲深き者にましまして、汝に筆の妙用を教へ、人々に其知らぬ使用を授けたまふに、否な、然るにも拘はらず、人類は自ら富を有るを見て、傲慢不遜であつた、寔に万人帰着する所は天主にまします。                                     | [ 79 ] |
| 大久保・小林訳（1938年-）  | 序 大慈大悲のアㇽラーッの御名において 萬有の主宰 大慈大悲の神 審判の日の王に栄光あれ 我ら爾に仕へまつり、爾が御護りを冀ふ仰ぎ願くは我等を正しきもの 爾が御恵みを垂れたまひしものの道へと導きて 爾が怒りたまふもの、さ迷へるものの道へと導きたまふことなかれ。 | [ 80 ] |
| 大川訳（1950年）           | 第一 開経章 大悲者・大慈者のアㇽラーハの名によりて アルラーハを讃へよ、そは三界の主 大悲者・大慈者審判の日の執権者なり 吾等汝に事へ、佑助を汝に求む 吾等を直き道に導け 汝が恩寵を垂るる者 汝の怒に触れず、また迷はざる者の道に。 | [ 81 ] |
| 井筒訳（1964年改訳版）     | 一 開扉 慈悲ふかく慈愛あまねきアッラーの御名において…… 一 讃えあれ、アッラー、万世の主、 二 慈悲ふかく慈愛あまねき御神、 三 審きの日（最後の審判の日）の主宰者。 四 汝こそ我らはあがめまつる、汝にこそ救いを求めまつる。 五 願わくば我らを導いて正しき道を辿らしめ給え、 六 汝の御怒りを蒙る人々や、踏みまよう人々の道ではなく、 七 汝の嘉し給う人々の道を歩ましめ給え。                                         | [ 82 ] |
| 藤本・伴・池田訳（1970年） | 1 開巻の章 1 慈悲ぶかく慈愛あつき神の御名において。 2 神に讃えあれ、万有の主、 3 慈悲ぶかく慈愛あつきお方、 4 審判の日の主宰者に。 5 あなたをこそわれわれは崇めまつる、あなたにこそ助けを求めまつる。 6 われわれを正しい道に導きたまえ、あなたがみ恵みをお下しになった人々の道に、 7 お怒りにふれた者やさまよう者のではなくて。                                                                                  | [ 83 ] |
| 三田訳（1972年）           | 第一 開端章（ファーティハ） 仁慈あまねく慈悲深き、アㇽラーのみ名によって。 1 アㇽラーをたたえ奉る、よろず世の（養育の）主、 2 仁慈・慈悲の主、 3 審判の日の執権の主 4 あなたにのみわたしたちは仕え、あなたにのみわたしたちはお助けをこいねがう 5 わたしたちを直き道に導きたまえ、 6 あなたが、恵みをたれたまいし者の道に、 7 あなたが怒りたもうた者、また踏み迷った者（の道）ではなく。                          | [ 84 ] |
| 安倍訳（1982年）           | 第一 開序章（スーラトル ファーティハ） 1 恵みあまねく 慈悲深き 神・アッラーの み名により 2 讃えまつらん アッラーを そは万有を しろしめし 3 恵みあまねく 慈悲ふかく 4 審判の日をぞ つかさどる 5 おんみをこそは 崇めなむ おんみにこそは すがらなむ 6 導きたまえ 直き道 7 嘉したまえる 人の道 怒りにふれし 者どもや 迷える者の道ならず                                                                              | [ 85 ] |
| 小林訳（1988年）           | アル・ファーティハ 1 慈悲深く、恵み遍くアッラーの御名において。 2 讃えあれアッラー、万物の主、 3 仁慈、慈悲の主、 4 審判の日の主宰者。 5 我等は汝にのみ仕え、汝にのみ救いを希う。 6 正しい道に導き給え、 7 汝の怒りを蒙り師人々や踏み迷えし人々の道ではなく、汝が恵みを垂れ給えし人々の道に。 | [ 86 ] |
| 中田訳（2014年）           | 第1章 開端 慈悲あまねく慈悲深きアッラーの御名において (1:1) 称賛はアッラーに帰す。諸世界の主に (1:2) 慈悲あまねく慈悲深き御方 (1:3) 裁きの日の主宰者に。(1:4) あなたにこそわれらは仕え、あなたにこそ助けを求める。(1:5) われらをまっすぐな道に導き給え、(1:6) あなたが恩寵を垂れ給うた者たち、（つまり）御怒りを被らず、迷ってもいない者たちの道に。(1:7)                                                        | [ 87 ] |
| 澤田訳（2017年）           | 第1章 開扉章（アル・ファーティハ） 1. 慈悲あまねく慈愛深きアッラーの御名によって 2. すべての賞賛と讃美はあらゆる世界の主であるアッラーのためにある。 3. 慈悲あまねく慈悲深き方。 4. 審判の日の主。 5. あなただけに仕え、あなただけに助けを求めます。 6. 私たちを正しい道に導いてください。 7. あなたがお恵みを下さった人たちの道、あなたがお怒りになった人たちの道ではなく、また道に迷った人たちのみちではなく。 | [ 88 ] |

### 章題の比較
|     | 中田訳 (2014)        | 三田訳 (1982)       | 藤本ら訳 (1970)    | 井筒訳 (1964版)               | 大川 (1950)    | 坂本訳 (1920) |
| --- | -------------------- | ------------------- | ------------------ | ----------------------------- | -------------- | ------------- |
| 1   | 開端                 | 開端                | 開巻               | 開扉                          | 開經           | 序            |
| 2   | 雌牛                 | 雌牛                | 雌牛               | 牝牛                          | 牝牛           | 黄牛          |
| 3   | イムラーン家         | イムラーン家        | イムラーン家       | イムラーン一家                | イムラーン家   | 伊牟蘭        |
| 4   | 女性                 | 婦人                | 女                 | 女人                          | 女人           | 女人          |
| 5   | 食卓                 | 食卓                | 食卓               | 食卓                          | 食卓           | 餐卓          |
| 6   | 家畜                 | 家畜                | 家畜               | 家畜                          | 家畜           | 畜牛          |
| 7   | 高壁                 | 高壁                | 高壁               | 胸壁                          | 高壁           | 隔壁          |
| 8   | 戦利品               | 戦利品              | 戦利品             | 戦利品                        | 戰利品         | 掠略          |
| 9   | 悔悟                 | 悔悟                | 悔い改め           | 改悛                          | 懺悔           | 懺悔          |
| 10  | ユーヌス             | ユーヌス            | ヨナ               | ユーヌス （平安その上にあれ） | ヨナ           | 懺奈須        |
| 11  | フード               | フード              | フード             | フード                        | ホード         | 布度          |
| 12  | ユースフ             | ユースフ            | ヨセフ             | ユースフ（ヨセフ）            | ヨセフ         | 猶須布        |
| 13  | 雷                   | 雷電                | 雷鳴               | 雷鳴                          | 電雷           | 雷電          |
| 14  | イブラーヒーム       | イブラーヒーム      | アブラハム         | イーブラヒーム（アブラハム）  | アブラハム     | 伊不良比牟    |
| 15  | アル＝ヒジュル       | アル・ヒジュル      | アル・ヒジル       | アル・ヒジュル                | ヒジル         | 巖谷          |
| 16  | 蜜蜂                 | 蜂蜜                | 蜜蜂               | 蜜蜂                          | 蜜蜂           | 蜜蜂          |
| 17  | 夜行                 | 夜の旅              | 夜の旅             | 夜の旅                        | 夜行           | 伊色列        |
| 18  | 洞窟                 | 洞窟                | 洞穴               | 洞窟                          | 洞窟           | 洞穴          |
| 19  | マルヤム             | マルヤム            | マリヤ             | マルヤム （聖母マリア）       | マリア         | 瑪利亞母      |
| 20  | ター・ハー           | ター・ハー          | ター・ハー         | ター・ハー                    | タア・ハア     | 他哈          |
| 21  | 預言者たち           | 預言者              | 預言者             | 預言者                        | 豫言者         | 豫言者        |
| 22  | 大巡礼               | 巡礼                | 巡礼               | 巡礼                          | 參詣           | 巡拜          |
| 23  | 信仰者たち           | 信者たち            | 信ずる人々         | 信仰者                        | 信者           | 眞信者        |
| 24  | 御光                 | 御光                | 光                 | 光り                          | 光明           | 光明          |
| 25  | 識別                 | 識別                | フルカーン         | 天啓                          | 識別           | 差別          |
| 26  | 詩人たち             | 詩人たち            | 詩人               | 詩人たち                      | 詩人           | 詩人          |
| 27  | 蟻                   | 蟻                  | 蟻                 | 蟻                            | 螻蟻           | 蟻螘          |
| 28  | 物語                 | 物語                | 物語               | 物語り                        | 來歴           | 故事          |
| 29  | 蜘蛛                 | 蜘蛛                | 蜘蛛               | 蜘蛛                          | 蜘蛛           | 蜘蛛          |
| 30  | （東）ローマ         | ビザンチン          | ギリシア人         | ギリシア人（）                | 羅馬人         | 羅馬          |
| 31  | ルクマーン           | ルクマーン          | ルクマーン         | ルクマーン                    | ルクマーン     | 鹿古曼        |
| 32  | 跪拝                 | アッ・サジダ        | 跪拝               | 跪拝                          | 叩首           | 崇敬          |
| 33  | 部族連合             | 部族連合            | 部族連合           | 部族同盟                      | 聯盟           | 連盟          |
| 34  | サバァ               | サバア              | サバ               | サバア                        | サバー         | 娑婆          |
| 35  | 創始者               | 創造者              | 創造者             | 天使                          | 天使           | 造化          |
| 36  | ヤー・スィーン       | ヤー・スィーン      | ヤー・スィーン     | ヤー・スィーン                | ヤー・スーン   | 耶信          |
| 37  | 整列                 | 整列者              | 整列者             | 整列者                        | 整列者         | 位階          |
| 38  | サード               | サード              | サード             | サード                        | サード         | 左度          |
| 39  | 集団                 | 集団                | 集団               | 群なす人々                    | 隊伍           | 軍衆          |
| 40  | 赦す御方             | ガーフィル          | 赦す者             | 信者                          | 信者           | 眞信者        |
| 41  | 解説された           | フッスィラ          | 説明               | わかりやすく                  | 解説           | 解説          |
| 42  | 協議                 | 相談                | 協議               | 相談                          | 商議           | 商量          |
| 43  | 金の装飾             | 金の装飾            | 装飾               | 光りまばゆい部屋飾り          | 金飾           | 金裝          |
| 44  | 煙霧                 | 煙霧                | 煙                 | 煙                            | 煙氣           | 煙氣          |
| 45  | 蹲った群れ           | 跪く時              | 跪く               | 腰抜けども                    | 跪坐           | 跪坐          |
| 46  | 砂丘                 | 砂丘                | 砂丘               | 砂丘                          | アハカーフ     | 砂丘          |
| 47  | ムハンマド           | ムハンマド          | マホメット         | ムハマンド （マホメット）     | マホメット     | 麻訶末        |
| 48  | 勝利                 | 勝利                | 勝利               | 勝利                          | 勝利           | 捷利          |
| 49  | 部屋                 | 部屋                | 部屋               | 私室                          | 内房           | 内房          |
| 50  | カーフ               | カーフ              | カーフ             | カーフ                        | カーフ         | 可布          |
| 51  | 撒き散らすもの       | 撒き散らすもの      | まき散らすもの     | 吹き散らす風                  | 散布者         | 撒布          |
| 52  | 山                   | 山                  | 山                 | 山                            | 山嶽           | 山嶽          |
| 53  | 星                   | 星                  | 星                 | 星                            | 星辰           | 星辰          |
| 54  | 月                   | 月                  | 月                 | 月                            | 太陰           | 太陰          |
| 55  | 慈悲あまねき御方     | 慈悲あまねく御方    | 慈悲ぶかいお方     | お情ぶかい御神                | 大悲者         | 慈悲          |
| 56  | かの出来事           | 出来事              | 出来事             | 恐ろしい出来事                | 不可避者       | 難抗          |
| 57  | 鉄                   | 鉄                  | 鉄                 | 鉄                            | 黒鐵           | 黒鐵          |
| 58  | 抗弁する女           | 抗弁する女          | 異議を唱える女     | 言いがかりつける女            | 爭辯者         | 爭女          |
| 59  | 追い集め             | 集合                | 招集               | 追放                          | 追放           | 遷徙          |
| 60  | 試問される女         | 試問される女        | 試される女         | 調べられる女                  | 試女           | 試女          |
| 61  | 戦列                 | 戦列                | 隊列               | 戦列                          | 列伍           | 戰列          |
| 62  | 金曜集合礼拝         | 合同礼拝            | 集会               | 集会                          | 集會           | 集會          |
| 63  | 偽信者たち           | 偽信者たち          | 偽善者ども         | 似非信者ども                  | 僞信者         | 僞善          |
| 64  | 相互得失             | 騙し合い            | 騙しあい           | 騙し合い                      | 相欺           | 相欺          |
| 65  | 離婚                 | 離婚                | 離婚               | 離縁                          | 離婚           | 離婚          |
| 66  | 禁止                 | 禁止                | 禁止               | 禁断                          | 禁止           | 禁制          |
| 67  | 王権                 | 大権                | 主権               | 主権                          | 大權           | 王國          |
| 68  | 筆                   | 筆                  | 筆                 | 筆                            | 筆翰           | 光筆          |
| 69  | 必ず実現するもの     | 真実                | 必然               | 絶対                          | 必來者         | 不誤必來      |
| 70  | 階梯                 | 階段                | 階段               | 階段                          | 階段           | 階段          |
| 71  | ヌーフ               | ヌーフ              | ノア               | ヌーフ                        | ノア           | 諾            |
| 72  | 幽精（）             | アル・ジン （幽精） | ジン               | 妖霊                          | 幽鬼           | 妖精          |
| 73  | 包まる者             | 衣を纏う者          | 衣をかぶる者       | 衣かぶる男                    | 着絨衣者       | 包套          |
| 74  | 身を包んだ者         | 包る者              | 外衣を纏う者       | 外衣に身を包んだ男            | 着套衣者       | 掩蔽          |
| 75  | 復活                 | 復活                | 復活               | 復活                          | 復活           | 復活          |
| 76  | 人間                 | 人間                | 人間               | 人間                          | 人間           | 人間          |
| 77  | 送られるものたち     | 送られるもの        | 送られるもの       | 放たれるもの                  | 神使           | 神使          |
| 78  | 消息                 | 消息                | 音信               | 知らせ                        | 消息           | 新聞          |
| 79  | 引き抜く者たち       | 引き離すもの        | ひき抜くもの       | 引っこ抜く者                  | 抽出者         | 奪魂          |
| 80  | 眉をひそめ           | 眉をひそめて        | 眉をひそめた       | 眉をひそめて                  | 顰蹙           | 顰蹙          |
| 81  | 巻き上げ             | 包み隠す            | つつみ隠す         | 巻きつける                    | 摺疊           | 摺疊          |
| 82  | 裂けること           | 裂ける              | 裂ける             | 裂け割れる                    | 分裂           | 分裂          |
| 83  | 量りをごまかす者たち | 量を減らす者        | 量りをごまかす人々 | 詐欺漢                        | 減量者         | 偸量          |
| 84  | 割れること           | 割れる              | 割れる             | 真二つ                        | 分散           | 分散          |
| 85  | 星座                 | 星座                | 星座               | 星の座                        | 望樓           | 天徴          |
| 86  | 夜の訪問者           | 夜訪れるもの        | 夜の訪問者         | 明星                          | 夜者來         | 太白          |
| 87  | 至高者               | 至高者              | 至高なるお方       | いと高き神                    | 至高者         | 至上          |
| 88  | 覆い被さるもの       | 圧倒的事態          | 隠蔽               | 蔽塞                          | 壓倒者         | 壓伏          |
| 89  | 暁                   | 暁                  | 夜明け             | 暁                            | 黎明           | 暁天          |
| 90  | 国                   | 町                  | 町                 | 邑                            | 國土           | 靈地          |
| 91  | 太陽                 | 太陽                | 太陽               | 太陽                          | 太陽           | 太陽          |
| 92  | 夜                   | 夜                  | 夜                 | 夜                            | 暗夜           | 暗夜          |
| 93  | 朝                   | 朝                  | 朝                 | 朝                            | 午前           | 光輝          |
| 94  | 広げること           | 胸を広げる          | 胸を広げる         | 張り拡げる                    | 開胸           | 開胸          |
| 95  | イチジク             | 無花果              | いちじく           | 無花果                        | 無花果         | 無花果        |
| 96  | 凝血                 | 凝血                | 凝血               | 凝血                          | 凝血           | 凝血          |
| 97  | 決定                 | みいつ              | 聖断               | 定め                          | 稜威           | 力夜          |
| 98  | 明証                 | 明証                | 明証               | 神兆                          | 明證           | 明證          |
| 99  | 地震                 | 地震                | 地震               | 地震                          | 地震           | 地震          |
| 100 | 駆けるもの           | 進撃する馬          | 疾駆する馬         | 駿馬                          | 戰馬           | 戰馬          |
| 101 | 大打撃               | 恐れ戦く            | 叩く音             | 戸を叩く音                    | 打撃者         | 打撃          |
| 102 | 数の競い合い         | 蓄積                | 持ち物自慢         | 張り合い                      | 競多           | 競望          |
| 103 | 時                   | 時間                | 夕暮               | 日ざし傾く頃                  | 午後           | 午下          |
| 104 | 中傷者たち           | 中傷者              | 中傷者             | 中傷者                        | 誹謗者         | 讒謗          |
| 105 | 象                   | 象                  | 象                 | 象                            | 巨象           | 香象          |
| 106 | クライシュ（族）     | クライシュ族        | クライシュ部族     | クライシュ族                  | クライシュ族   | 孤列種        |
| 107 | 什器                 | 慈善                | 慈善               | 慈善                          | 布施           | 必需          |
| 108 | 豊穣                 | 潤沢                | 潤沢               | カウサル                      | 潤澤           | 豐澤          |
| 109 | 不信仰者たち         | 不信者たち          | 信仰なき者ども     | 無信仰者                      | 不信者         | 不信          |
| 110 | 援助                 | 援助                | 助け               | 助け                          | 佑助           | 神助          |
| 111 | 棕櫚                 | 棕櫚                | 椰子               | 腐ってしまえ                  | アブー・ラハブ | 焔父          |
| 112 | 純正                 | 純正                | 真髄               | 信仰ただひと筋                | 獨一           | 唯一神        |
| 113 | 夜明け               | 黎明                | 黎明               | 黎明                          | 曉天           | 拂曉          |
| 114 | 人々                 | 人々                | 人々               | 人間                          | 人類           | 人間          |